# Вокзальная улица (Выборг)
Вокзальная улица — улица в Центральном микрорайоне Выборга. Пролегает от Ленинградского шоссе до Вокзальной площади и Железнодорожной улицы. К улице примыкают Треугольный сквер и Сад Скульптуры.

## История

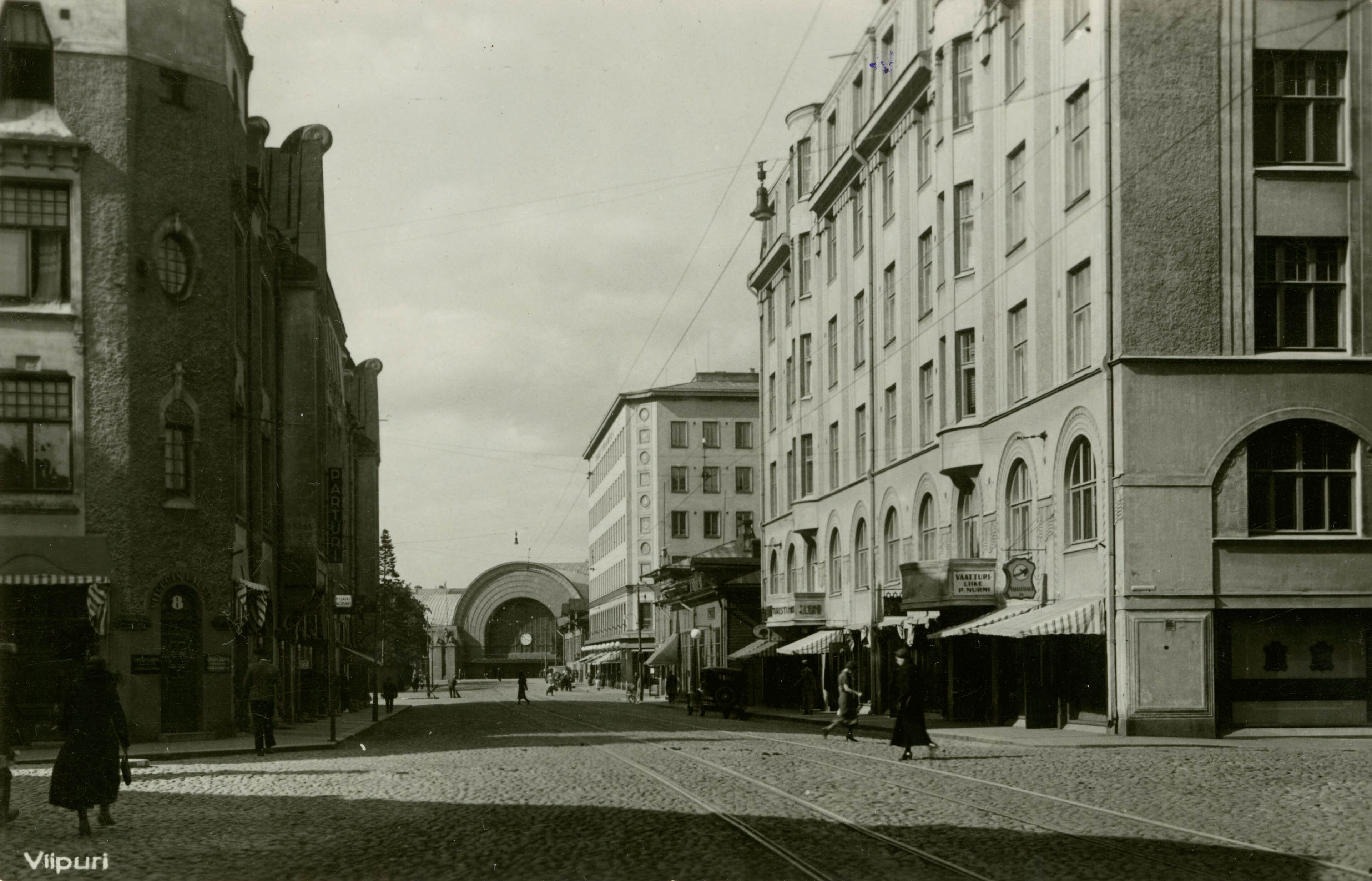
Репольская улица до середины 1930-х годов. Слева гостиница «Рауха», справа гостиница «Суоми», на заднем плане справа здание Выборгского финского сберегательного банка

Начало формирования улицы относится к XVIII веку, когда после большого пожара, случившегося в Выборгской крепости в 1738 году, российские военные власти запретили горожанам вновь селиться в районе крепости Короно-Санкт-Анны и в Земляном городе (Рогатой крепости). Поэтому городские жители стали строить деревянные дома по обеим сторонам дороги, ведущей в Петербург. Так в первой половине XVIII века возникло Санкт-Петербургское предместье (на картах XIX века чаще именовалось Петербургским форштадтом). К нему относилась застроенная маленькими деревянными домиками набережная мелководной губы Салакка-Лахти (фин. «Уклейковый залив») от Красного колодца до Лисьей косы (фин. Revonhäntä «Лисий хвост»).
В 1812 году Финляндская губерния, переименованная в Выборгскую, была присоединена к Великому княжеству Финляндскому в составе Российской империи, в результате чего языком официального делопроизводства в губернии снова стал шведский. На шведоязычных картах того времени набережная именуется швед. Strand Gatan — «Береговая улица», а Лисья коса — швед. Revonhändä.
В 1861 году выборгским губернским землемером Б. О. Нюмальмом был разработан городской план, предусматривавший снос устаревших укреплений Рогатой крепости, стройматериалы от которых были использованы для засыпки части бухты Салакка-Лахти, и формирование сети новых прямых улиц, разделивших территорию бывшего форштадта на участки правильной формы. Согласно плану город разделялся на 9 районов, включая городской район Репола (сохранивший, таким образом, в названии связь с Лисьей косой), основной улицей которого стала Ребольская (Репольская, швед. Repola Gatan, фин. Repolankatu) — бывшая набережная залива, оказавшаяся в отдалении от береговой линии. Так как направление улицы осталось прежним, то ряд прилегающих к ней кварталов оказался под углом к соседним, сформировавшимся позднее. С провозглашением независимости Финляндии официальным стал финский вариант названия.

План Выборга с предместьями 1802 года
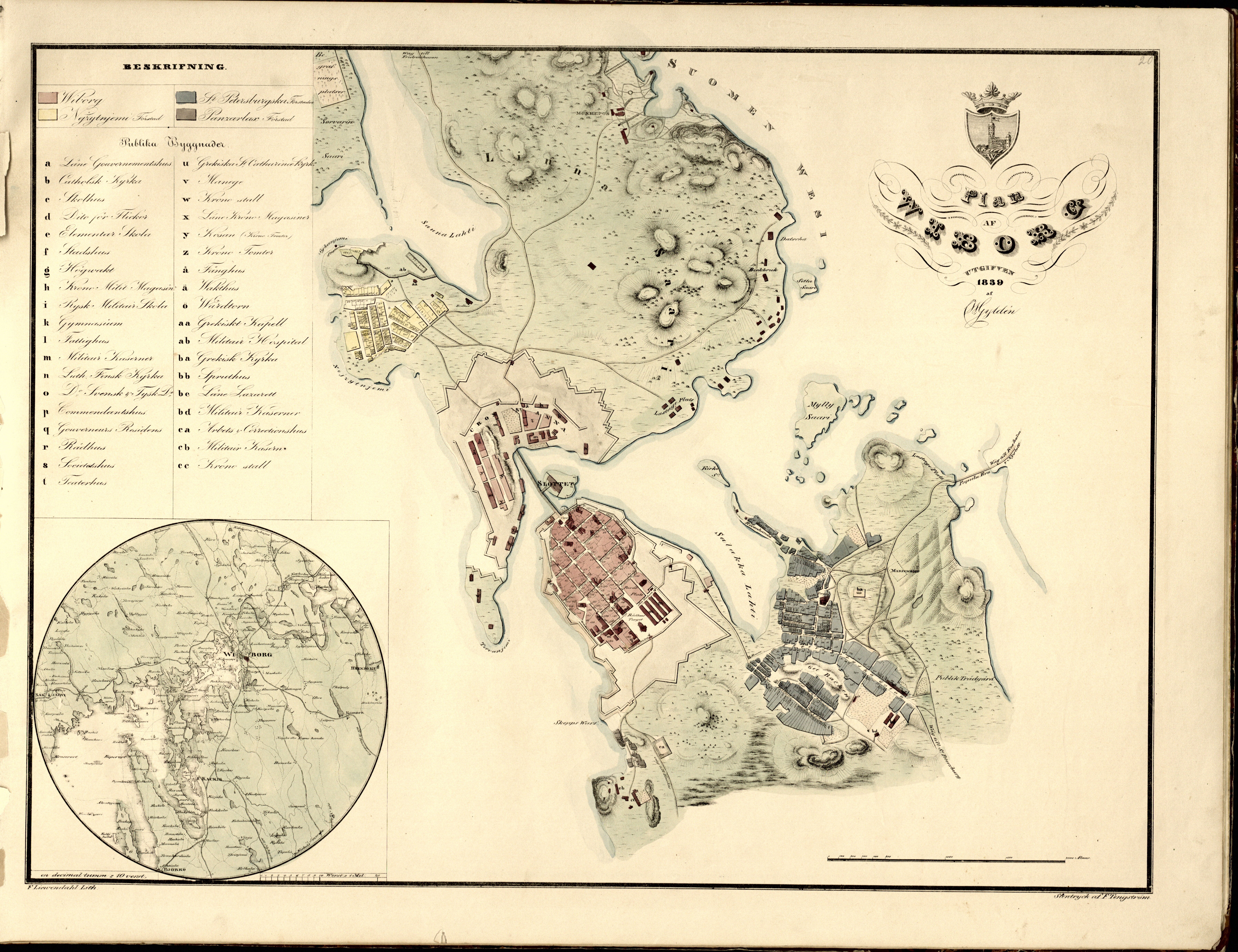
Шведоязычный план Выборга 1839 года
План Выборга 1861 года
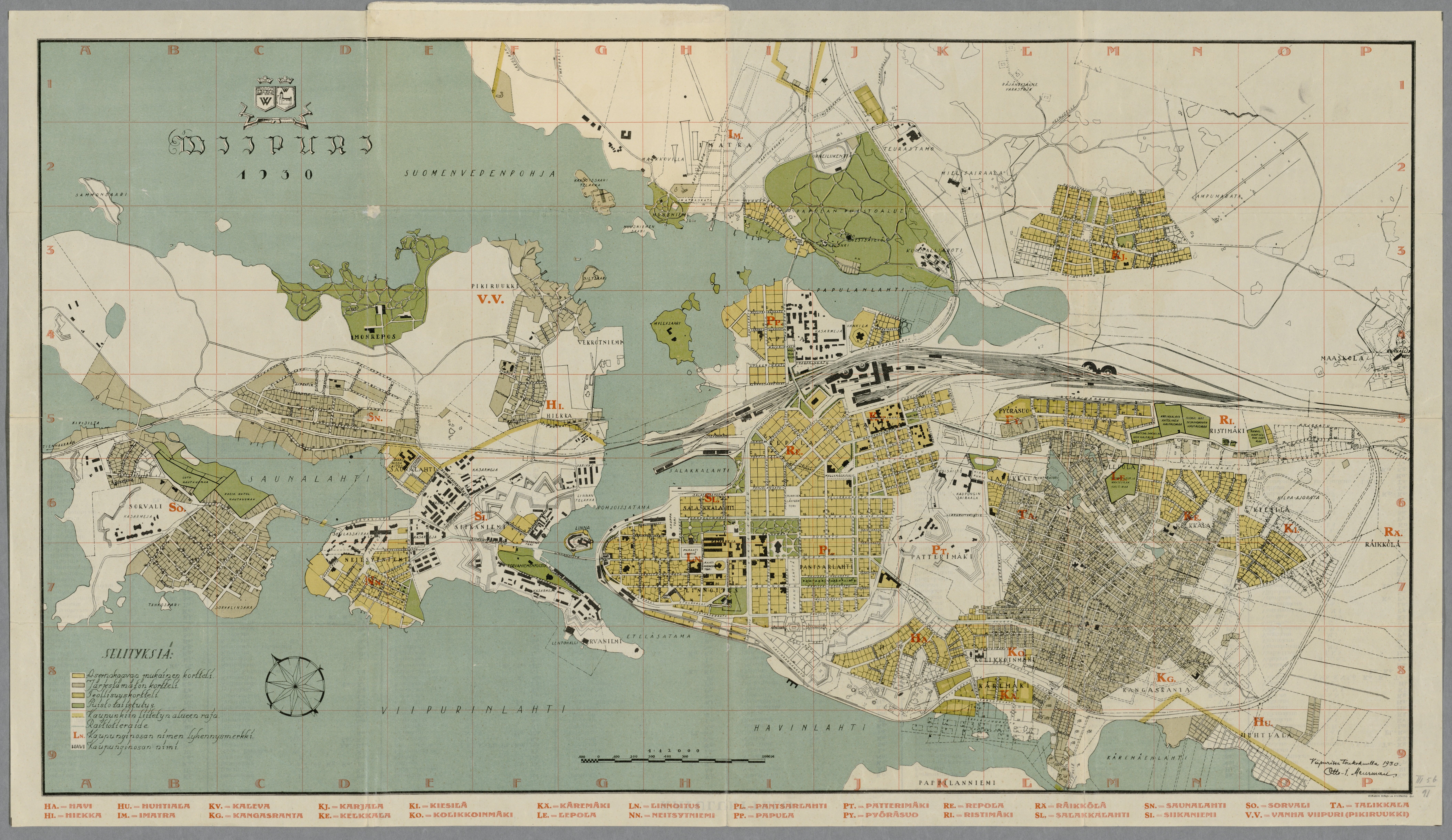
На плане Выборга 1930 года намечено укорачивание улицы Реполанкату в связи с прокладкой Мюллюмяенкату

После присоединения бывшего форштадта к городу на улице далеко не сразу развернулось каменное строительство: первоначальная деревянная жилая застройка уступала место новым деревянным домам. Так как по железной дороге в Выборг прибывали тысячи туристов и коммерсантов, в районе вокзала активно строились гостиницы. Перспективу улицы замкнуло деревянное здание гостиницы «Европа», возведённое в 1870-х годах на площади у железнодорожного вокзала. Но в начале XX века появились внушительные каменные здания, спроектированные выборгским архитектором К. А. Шульманом в стиле северный модерн (национальный романтизм): гостиница «Рауха» (дом купца Воробьёва, 1904 год) и дом Лаллукки (1906 год). Выборгские купцы не скупились на украшение фасадов домов, служивших рекламой их коммерческой деятельности. Впечатляющим завершением улицы стал многоквартирный дом компании «Отсо» с коммерческими помещениями, выстроенный в 1905 году по проекту того же зодчего в аналогичном стиле. А с противоположной стороны улица была ориентирована на новое гранитное здание вокзала в стиле национального романтизма, возведённое в 1913 году на месте снесённой гостиницы «Европа» по проекту архитекторов Элиэля Сааринена и Германа Гезелиуса. На небольшом угловом участке у площади в конце улицы был разбит Треугольный сквер. Тогда же архитектором Пааво Уотилой было построено здание компании «Тапиола», в котором разместилась гостиница «Суоми».

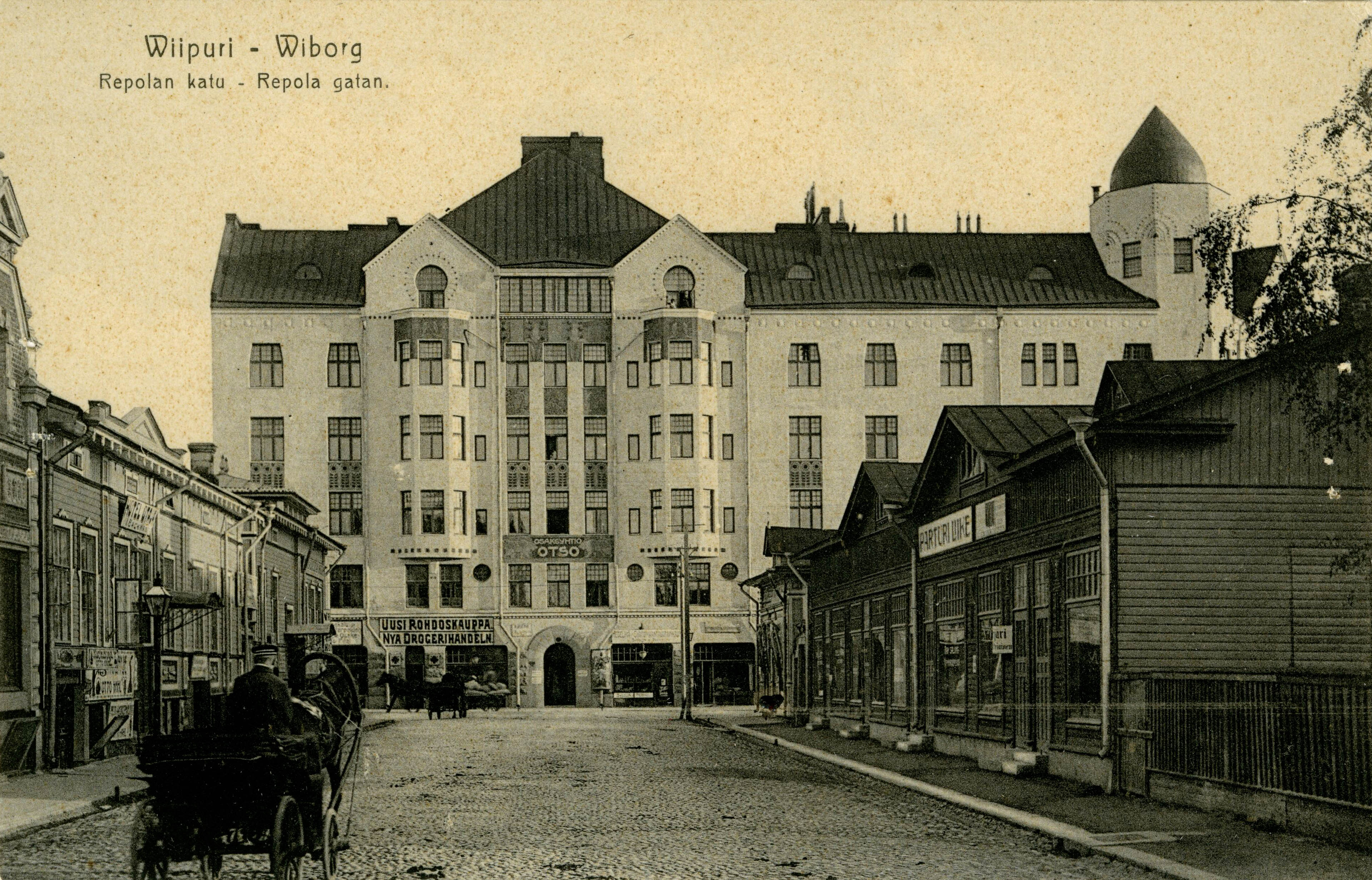
Дом компании «Отсо» в 1910-х годах

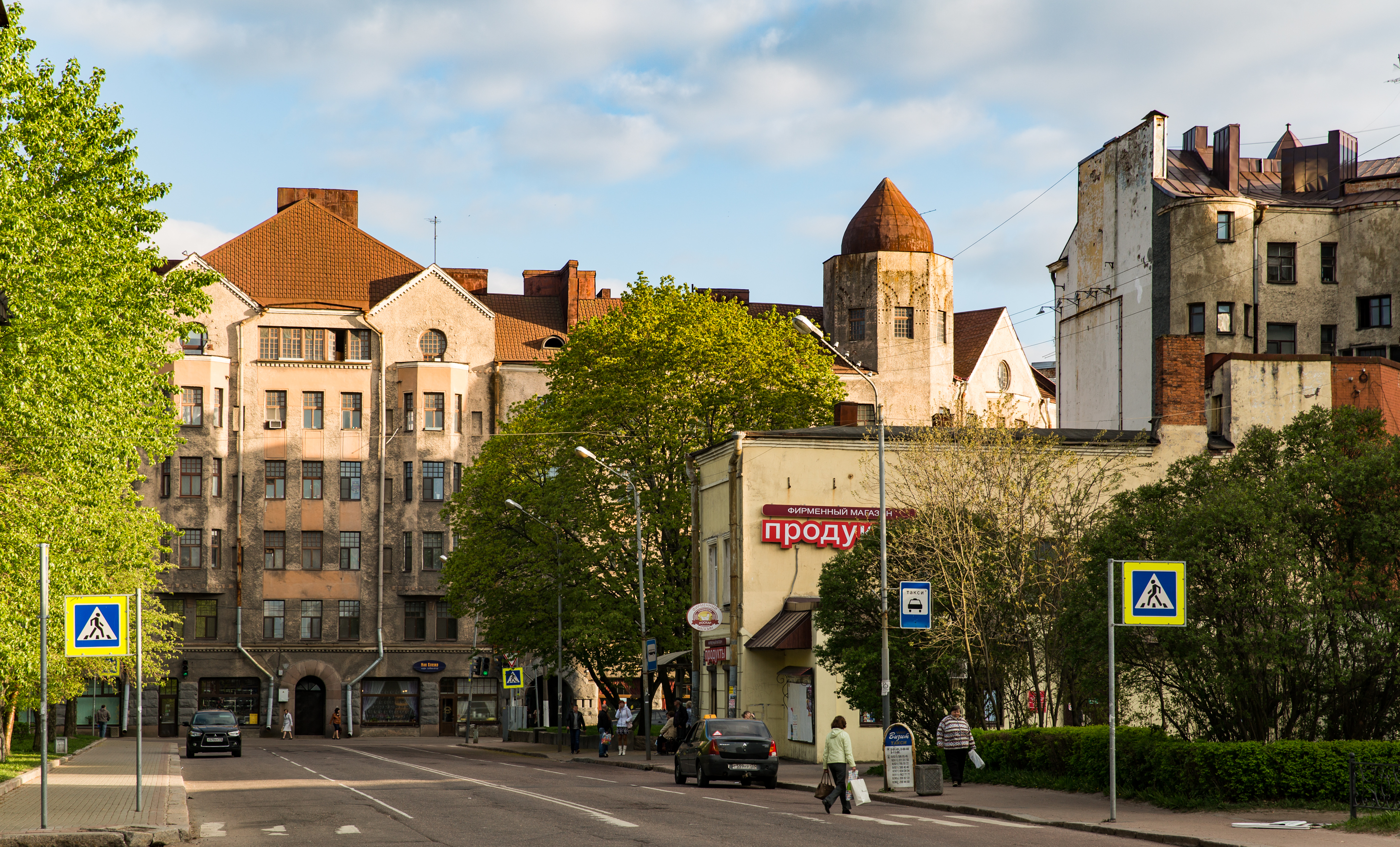
Вокзальная улица в 2017 году. На месте деревянной застройки слева сад Скульптуры, а участок справа остался незастроенным

Сравнительно короткая, но чрезвычайно оживлённая Репольская улица, соединяющая железнодорожный вокзал с дорогой на Петербург и с новым «торговым сердцем» Выборга — площадью Красного Колодца, — стала одной из важнейших транспортных артерий города, частью магистрального движения транспорта, следующего через Выборг. С 1912 она входила в маршрут Выборгского трамвая (вплоть до его упразднения в 1957 году), а затем появились и несколько автобусных маршрутов. В связи с этим направление улицы, сохранившееся со времён Выборгской крепости и Петербургского форштадта, стало рассматриваться как пережиток прошлого. В соответствии с генеральным планом Выборга 1929 года, разработанным архитектором О.-И. Меурманом, предполагалось расширить и выпрямить въезд в город, проложив главную городскую автодорогу от Южного кладбища через Калеваскую улицу и площадь Мельничной горы до района дома Лаллукки. Намечалось уменьшение длины Репольской улицы с перепланировкой кварталов, примыкающих к ней с юго-восточной стороны. Но реализации этой градостроительной идеи помешали советско-финляндские войны (1939—1944), в результате которых была полностью уничтожена деревянная застройка улицы (при этом и до войны она предназначалась под снос ввиду перепланировки). Представление о том, как могла бы выглядеть многоэтажная застройка этой части города, даёт здание страховой компании «Карьяла» — первый выборгский «небоскрёб», возведённый в 1939—1944 годах по проекту архитектора О. Пёюрю в стиле функционализма. В том же стиле был перестроен и дом купца Воробьёва, на который намечалось ориентировать автомагистраль: оба дома должна была соединить широкая улица Мюллюмяенкату (фин. Myllymäenkatu «улица Мельничной Горы»), но удалось проложить только небольшую часть улицы — ныне это проезд, соединяющий Школьную площадь и Ленинградское шоссе.
В период вхождения Выборга в состав Карело-Финской ССР в 1940—1941 годах, когда использовались таблички и вывески на финском и русском языках, улица по-русски именовалась Ребульской (Ребольской). После передачи Выборга в 1944 году в состав Ленинградской области она некоторое время именовалась Красной, но вскоре за ней закрепилось современное название.
В послевоенный советский период центр города не разделялся на административные районы, поэтому название «Репола» вышло из употребления.
С 1953 года перспективу улицы замыкает здание железнодорожного вокзала в стиле «триумф». В том же сталинском стиле выполнен фасад жилого дома с помещениями управления Выборгской таможни, занявшего в 1959 году место сгоревшего в годы войны деревянного дома на угловом участке в конце улицы. Другой освободившийся участок, примыкающий к дому Лаллукки, в 1961 году заняло типовое здание советской архитектуры — «хрущёвка», однако однообразие пропорций и фасадов жилых многоквартирных домов из силикатного кирпича, не сочетающихся с фасадами соседних зданий более раннего времени, не украсило застройку кварталов, примыкающих к улице, и позднее было подвергнуто критике, вследствие чего по инициативе главного архитектора города В. Е. Щербакова был введён запрет на дальнейшее типовое строительство в центре города.
Ряд зданий, расположенных на улице, внесён в реестр объектов культурного наследия в качестве памятников архитектуры.
Несколько участков на Вокзальной улице остались незастроенными с военного времени. В начале улицы, в квартале, через который до войны не успели проложить городскую автомагистраль, в послевоенное время разбит сквер, называемый после установки в 1988 году гранитных статуй Садом Скульптуры.
С 2006 года перекрёсток Вокзальной и Железнодорожной улицы на Вокзальной площади отмечает «Памятный знак городу Выборгу» работы скульптора В. П. Димова. Памятник представляет собой букву W на части земного шара. Буква увенчана крепостной короной, на которой написано название города на русском, шведском и финском языках: Выборг, Wiborg, Viipuri. А поблизости, в Треугольном сквере, с 2015 года находится одна из статуй медведей с фасада разрушенного в военное время вокзального здания.
С 2008 года, после разделения всей территории Выборга на микрорайоны, Вокзальная улица относится к Центральному микрорайону города.

## Изображения

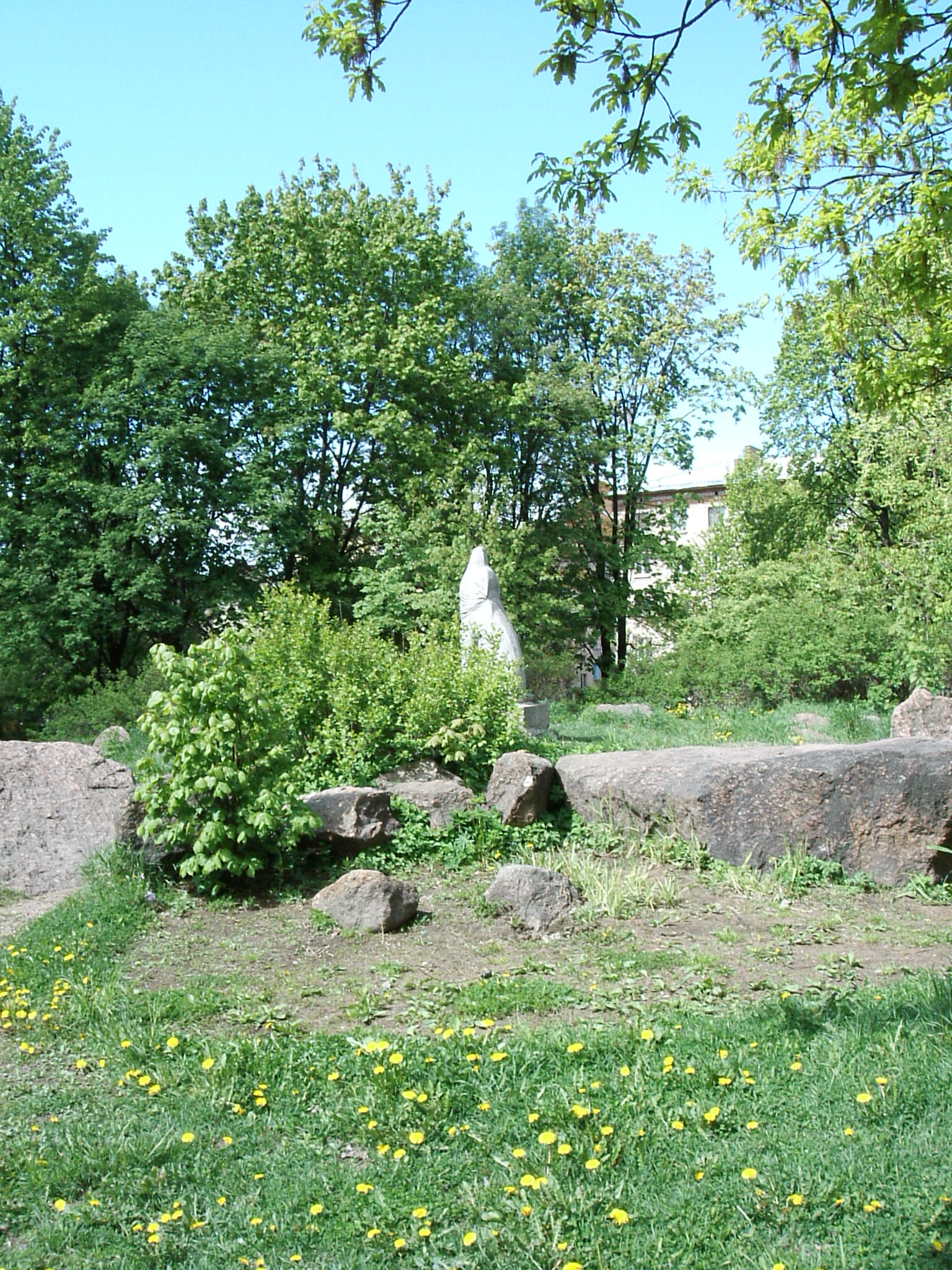
Сад Скульптуры
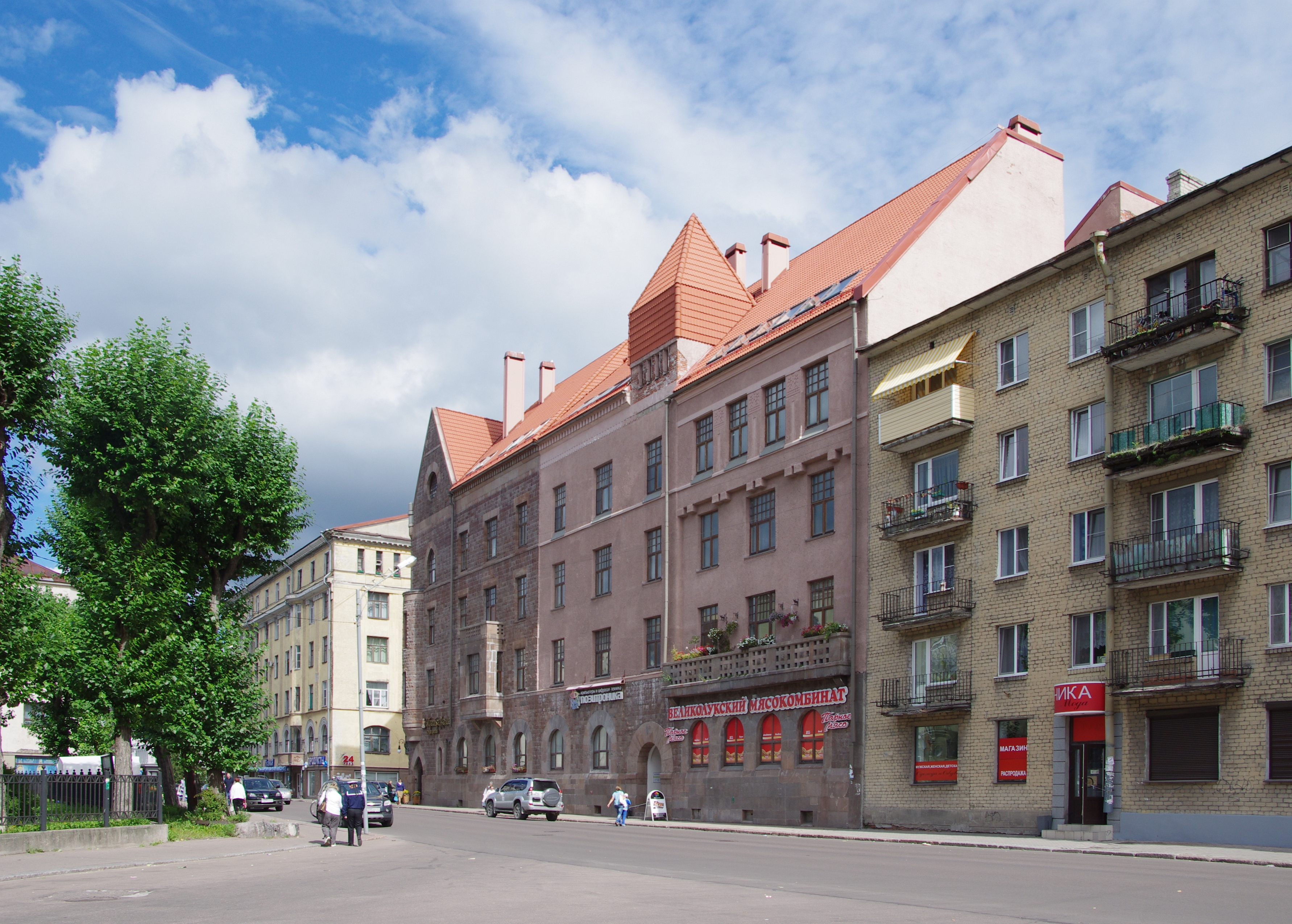
дом № 7 (дом Лаллукки) и дом № 5 («хрущёвка»)
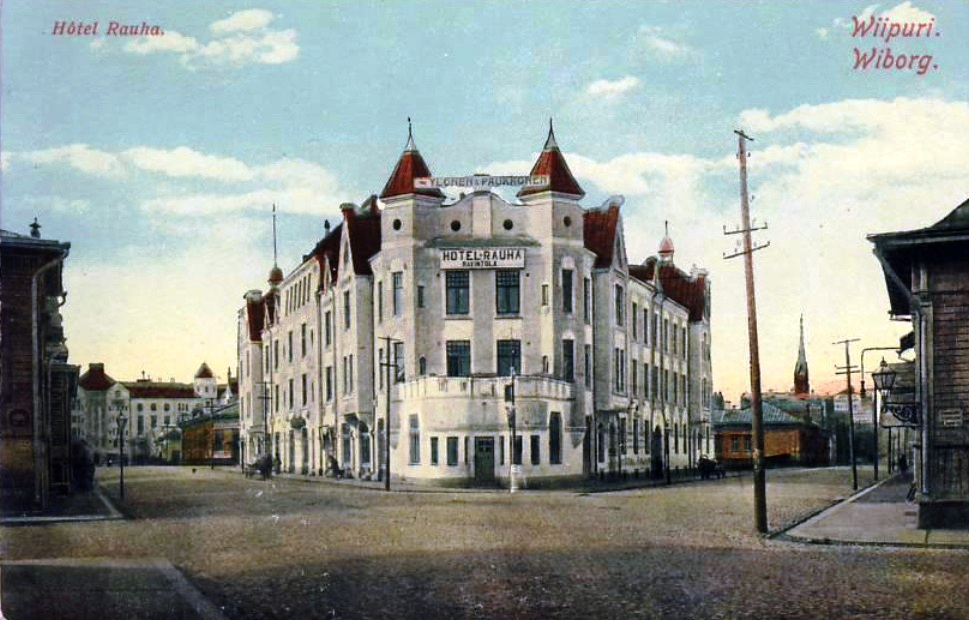
дом № 4 (дом купца Воробьёва) до перестройки 1930-х годов
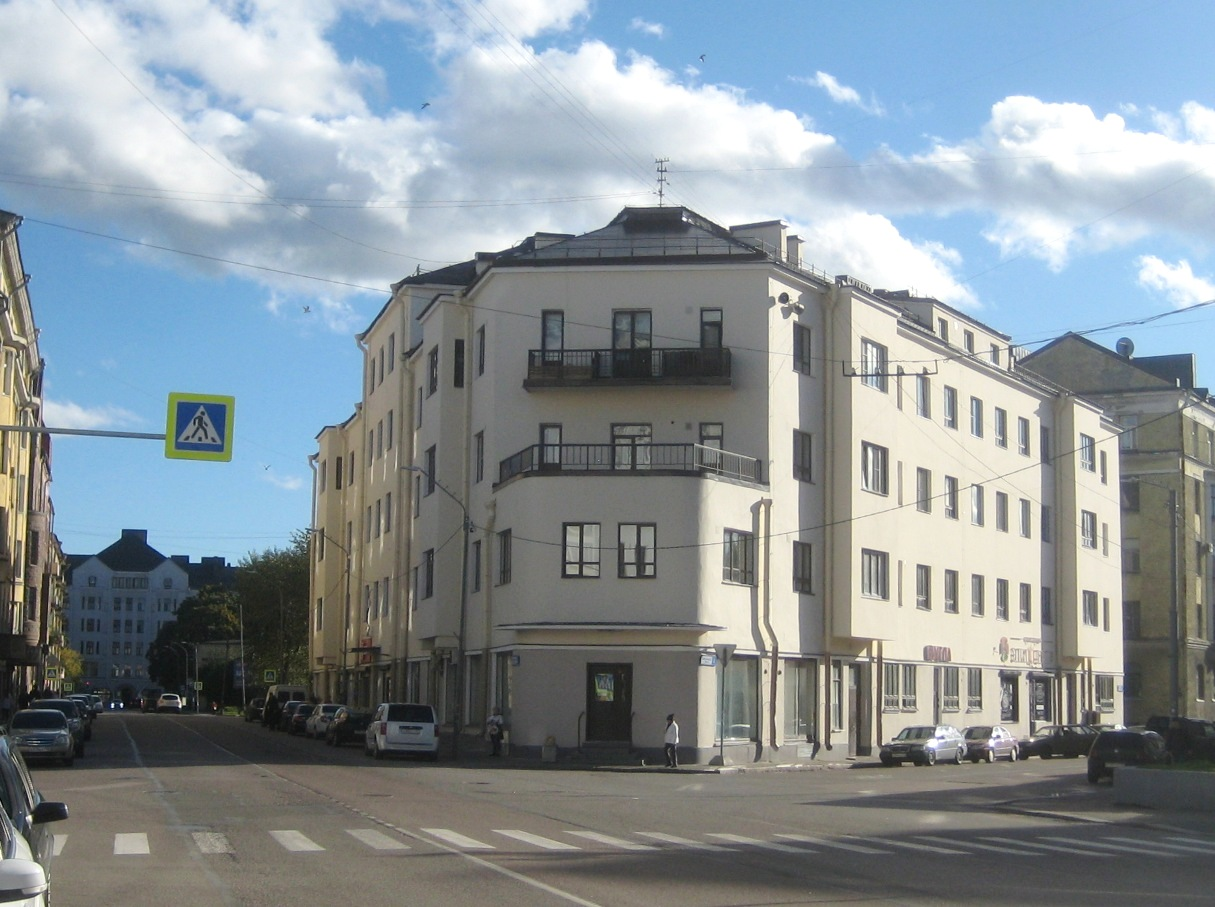
дом № 4 в 2020 году
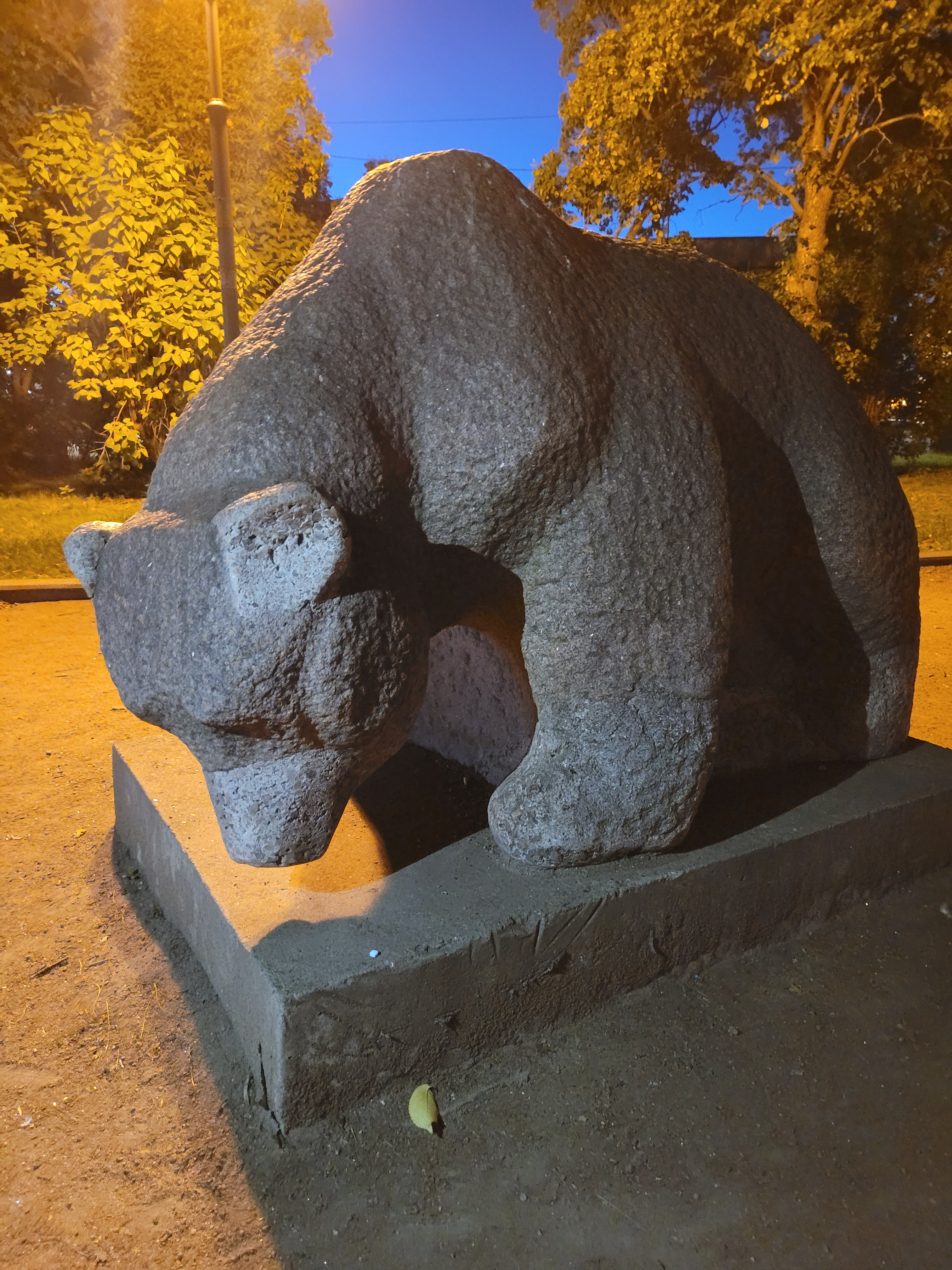
Скульптура медведя в Треугольном сквере
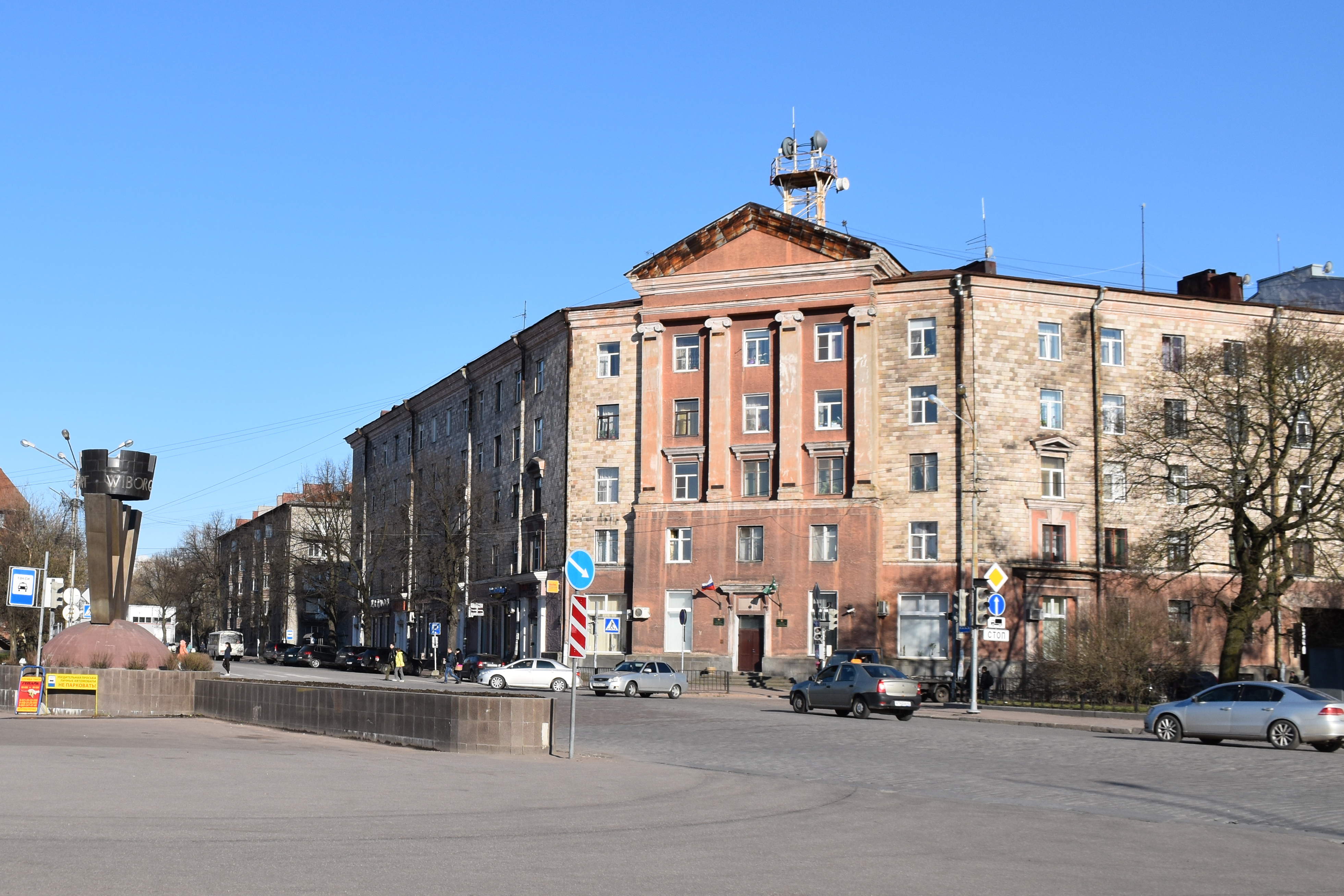
«Памятный знак городу Выборгу» и дом № 9/13